# Julani Archibald
Julani Kyle Archibald (Basseterre, 18 maggio 1991) è un calciatore nevisiano, portiere svincolato della nazionale nevisiana.

## Carriera

### Club
Nel 2018 si accorda con il Real de Minas, nel campionato honduregno. Il 26 giugno 2021 si trasferisce a Malta, firmando un contratto annuale con il St. Lucia. Il 24 gennaio 2022 passa in prestito al Birkirkara. Il 10 luglio dello stesso anno passa, a titolo definitivo, al Lorca Deportiva, militante in Tercera Federación, quinta divisione del campionato spagnolo di calcio.

### Nazionale
Ha partecipato alla CONCACAF Gold Cup 2023.

## Statistiche

### Cronologia presenze e reti in nazionale
| Cronologia completa delle presenze e delle reti in nazionale ― Saint Kitts e Nevis | Cronologia completa delle presenze e delle reti in nazionale ― Saint Kitts e Nevis | Cronologia completa delle presenze e delle reti in nazionale ― Saint Kitts e Nevis | Cronologia completa delle presenze e delle reti in nazionale ― Saint Kitts e Nevis | Cronologia completa delle presenze e delle reti in nazionale ― Saint Kitts e Nevis | Cronologia completa delle presenze e delle reti in nazionale ― Saint Kitts e Nevis | Cronologia completa delle presenze e delle reti in nazionale ― Saint Kitts e Nevis | Cronologia completa delle presenze e delle reti in nazionale ― Saint Kitts e Nevis |
| Data                                                                               | Città                                                                              | In casa                                                                            | Risultato                                                                          | Ospiti                                                                             | Competizione                                                                       | Reti                                                                               | Note                                                                               |
| ---------------------------------------------------------------------------------- | ---------------------------------------------------------------------------------- | ---------------------------------------------------------------------------------- | ---------------------------------------------------------------------------------- | ---------------------------------------------------------------------------------- | ---------------------------------------------------------------------------------- | ---------------------------------------------------------------------------------- | ---------------------------------------------------------------------------------- |
| 24-9-2008                                                                          | Basseterre                                                                         | Saint Kitts e Nevis                                                                | 4 – 0                                                                              | Isole Vergini Britanniche                                                          | Q. Coppa dei Caraibi 2008                                                          | -                                                                                  |                                                                                    |
| 28-9-2008                                                                          | Basseterre                                                                         | Saint Kitts e Nevis                                                                | 1 – 3                                                                              | Barbados                                                                           | Q. Coppa dei Caraibi 2008                                                          | -3                                                                                 |                                                                                    |
| 5-9-2009                                                                           | Kingstown                                                                          | Saint Vincent e Grenadine                                                          | 0 – 3                                                                              | Saint Kitts e Nevis                                                                | Amichevole                                                                         | -                                                                                  |                                                                                    |
| 20-9-2009                                                                          | Basseterre                                                                         | Saint Kitts e Nevis                                                                | 1 – 1                                                                              | Saint Vincent e Grenadine                                                          | Amichevole                                                                         | -1                                                                                 |                                                                                    |
| 3-4-2010                                                                           | Basseterre                                                                         | Saint Kitts e Nevis                                                                | 3 – 0                                                                              | Guadalupa                                                                          | Amichevole                                                                         | -                                                                                  | 80’                                                                                |
| 3-3-2012                                                                           | Basseterre                                                                         | Saint Kitts e Nevis                                                                | 1 – 0                                                                              | Antigua e Barbuda                                                                  | Amichevole                                                                         | -                                                                                  |                                                                                    |
| 10-10-2012                                                                         | Basseterre                                                                         | Saint Kitts e Nevis                                                                | 2 – 0                                                                              | Anguilla                                                                           | Q. Coppa dei Caraibi 2012                                                          | -                                                                                  |                                                                                    |
| 12-10-2012                                                                         | Basseterre                                                                         | Saint Kitts e Nevis                                                                | 0 – 1                                                                              | Trinidad e Tobago                                                                  | Q. Coppa dei Caraibi 2012                                                          | -1                                                                                 |                                                                                    |
| 4-9-2014                                                                           | Basseterre                                                                         | Saint Kitts e Nevis                                                                | 0 – 0                                                                              | Saint Lucia                                                                        | Q. Coppa dei Caraibi 2014                                                          | -                                                                                  |                                                                                    |
| 6-9-2014                                                                           | Basseterre                                                                         | Saint Kitts e Nevis                                                                | 5 – 0                                                                              | Dominica                                                                           | Q. Coppa dei Caraibi 2014                                                          | -                                                                                  |                                                                                    |
| 8-9-2014                                                                           | Basseterre                                                                         | Saint Kitts e Nevis                                                                | 2 – 0                                                                              | Guyana                                                                             | Q. Coppa dei Caraibi 2014                                                          | -                                                                                  |                                                                                    |
| 8-10-2014                                                                          | Port-au-Prince                                                                     | Saint Kitts e Nevis                                                                | 2 – 3                                                                              | Barbados                                                                           | Q. Coppa dei Caraibi 2014                                                          | -3                                                                                 |                                                                                    |
| 10-10-2014                                                                         | Port-au-Prince                                                                     | Guyana francese                                                                    | 1 – 2                                                                              | Saint Kitts e Nevis                                                                | Q. Coppa dei Caraibi 2014                                                          | -1                                                                                 |                                                                                    |
| 13-10-2014                                                                         | Port-au-Prince                                                                     | Haiti                                                                              | 0 – 0                                                                              | Saint Kitts e Nevis                                                                | Q. Coppa dei Caraibi 2014                                                          | -                                                                                  |                                                                                    |
| 24-3-2015                                                                          | Basseterre                                                                         | Saint Kitts e Nevis                                                                | 6 – 2                                                                              | Turks e Caicos                                                                     | Qual. Mondiali 2018                                                                | -2                                                                                 |                                                                                    |
| 27-3-2015                                                                          | Providenciales                                                                     | Turks e Caicos                                                                     | 2 – 6                                                                              | Saint Kitts e Nevis                                                                | Qual. Mondiali 2018                                                                | -2                                                                                 | 77’                                                                                |
| 12-6-2015                                                                          | Basseterre                                                                         | Saint Kitts e Nevis                                                                | 2 – 2                                                                              | El Salvador                                                                        | Qual. Mondiali 2018                                                                | -2                                                                                 |                                                                                    |
| 17-6-2015                                                                          | San Salvador                                                                       | El Salvador                                                                        | 4 – 1                                                                              | Saint Kitts e Nevis                                                                | Qual. Mondiali 2018                                                                | -4                                                                                 |                                                                                    |
| 12-11-2015                                                                         | Andorra la Vella                                                                   | Andorra                                                                            | 0 – 1                                                                              | Saint Kitts e Nevis                                                                | Amichevole                                                                         | -                                                                                  |                                                                                    |
| 17-11-2015                                                                         | Tallinn                                                                            | Estonia                                                                            | 3 – 0                                                                              | Saint Kitts e Nevis                                                                | Amichevole                                                                         | -3                                                                                 | 87’                                                                                |
| 27-3-2016                                                                          | Oranjestad                                                                         | Aruba                                                                              | 0 – 2                                                                              | Saint Kitts e Nevis                                                                | Q. Coppa dei Caraibi 2017                                                          | -                                                                                  |                                                                                    |
| 30-3-2016                                                                          | Basseterre                                                                         | Saint Kitts e Nevis                                                                | 1 – 0                                                                              | Antigua e Barbuda                                                                  | Q. Coppa dei Caraibi 2017                                                          | -                                                                                  |                                                                                    |
| 1-6-2016                                                                           | Basseterre                                                                         | Saint Kitts e Nevis                                                                | 1 – 0                                                                              | Suriname                                                                           | Q. Coppa dei Caraibi 2017                                                          | -                                                                                  |                                                                                    |
| 7-6-2016                                                                           | Kingstown                                                                          | Saint Vincent e Grenadine                                                          | 0 – 1                                                                              | Saint Kitts e Nevis                                                                | Q. Coppa dei Caraibi 2017                                                          | -                                                                                  |                                                                                    |
| 1-9-2016                                                                           | Managua                                                                            | Nicaragua                                                                          | 0 – 0                                                                              | Saint Kitts e Nevis                                                                | Amichevole                                                                         | -                                                                                  | 46’                                                                                |
| 9-10-2016                                                                          | Remire-Montjoly                                                                    | Guyana francese                                                                    | 1 – 0                                                                              | Saint Kitts e Nevis                                                                | Q. Coppa dei Caraibi 2017                                                          | -1                                                                                 |                                                                                    |
| 9-10-2016                                                                          | Basseterre                                                                         | Haiti                                                                              | 2 – 0 dts                                                                          | Saint Kitts e Nevis                                                                | Q. Coppa dei Caraibi 2017                                                          | -2                                                                                 | 106’                                                                               |
| 3-12-2017                                                                          | Basseterre                                                                         | Saint Kitts e Nevis                                                                | 1 – 0                                                                              | Grenada                                                                            | Amichevole                                                                         | -                                                                                  | 46’                                                                                |
| 25-3-2018                                                                          | Repubblica Dominicana                                                              | Rep. Dominicana                                                                    | 2 – 1                                                                              | Saint Kitts e Nevis                                                                | Amichevole                                                                         | -2                                                                                 |                                                                                    |
| 27-4-2018                                                                          | Basseterre                                                                         | Saint Kitts e Nevis                                                                | 1 – 3                                                                              | Giamaica                                                                           | Amichevole                                                                         | -3                                                                                 |                                                                                    |
| 10-9-2018                                                                          | Basseterre                                                                         | Saint Kitts e Nevis                                                                | 1 – 0                                                                              | Porto Rico                                                                         | Qual. CONCACAF Nations League 2019-2020                                            | -                                                                                  |                                                                                    |
| 14-10-2018                                                                         | Anguilla                                                                           | Saint Kitts e Nevis                                                                | 10 – 0                                                                             | Saint-Martin                                                                       | Qual. CONCACAF Nations League 2019-2020                                            | -                                                                                  | Cap.                                                                               |
| 19-11-2018                                                                         | Basseterre                                                                         | Saint Kitts e Nevis                                                                | 0 – 1                                                                              | Canada                                                                             | Qual. CONCACAF Nations League 2019-2020                                            | -1                                                                                 |                                                                                    |
| 23-3-2019                                                                          | Paramaribo                                                                         | Suriname                                                                           | 2 – 0                                                                              | Saint Kitts e Nevis                                                                | Qual. CONCACAF Nations League 2019-2020                                            | -2                                                                                 |                                                                                    |
| 6-9-2019                                                                           | Saint George's                                                                     | Grenada                                                                            | 2 – 1                                                                              | Saint Kitts e Nevis                                                                | CONCACAF Nations League 2019-2020 - 1º turno                                       | -2                                                                                 |                                                                                    |
| 9-9-2019                                                                           | Basseterre                                                                         | Saint Kitts e Nevis                                                                | 2 – 2                                                                              | Guyana francese                                                                    | CONCACAF Nations League 2019-2020 - 1º turno                                       | -2                                                                                 | Cap.                                                                               |
| 10-10-2019                                                                         | Belmopan                                                                           | Belize                                                                             | 0 – 4                                                                              | Saint Kitts e Nevis                                                                | CONCACAF Nations League 2019-2020 - 1º turno                                       | -                                                                                  |                                                                                    |
| 14-10-2019                                                                         | Basseterre                                                                         | Saint Kitts e Nevis                                                                | 0 – 1                                                                              | Belize                                                                             | CONCACAF Nations League 2019-2020 - 1º turno                                       | -1                                                                                 | Cap.                                                                               |
| 14-11-2019                                                                         | Basseterre                                                                         | Saint Kitts e Nevis                                                                | 0 – 0                                                                              | Grenada                                                                            | CONCACAF Nations League 2019-2020 - 1º turno                                       | -                                                                                  | Cap.                                                                               |
| 17-11-2019                                                                         | Remire-Montjoly                                                                    | Guyana francese                                                                    | 3 – 1                                                                              | Saint Kitts e Nevis                                                                | CONCACAF Nations League 2019-2020 - 1º turno                                       | -3                                                                                 | Cap.                                                                               |
| 24-3-2021                                                                          | San Cristóbal                                                                      | Saint Kitts e Nevis                                                                | 1 – 0                                                                              | Porto Rico                                                                         | Qual. Mondiali 2022                                                                | -                                                                                  | 77’                                                                                |
| 28-3-2021                                                                          | Nassau                                                                             | Bahamas                                                                            | 0 – 4                                                                              | Saint Kitts e Nevis                                                                | Qual. Mondiali 2022                                                                | -                                                                                  |                                                                                    |
| 4-6-2021                                                                           | Basseterre                                                                         | Saint Kitts e Nevis                                                                | 3 – 0                                                                              | Guyana                                                                             | Qual. Mondiali 2022                                                                | -                                                                                  | Cap.                                                                               |
| 12-6-2021                                                                          | Basseterre                                                                         | Saint Kitts e Nevis                                                                | 0 – 4                                                                              | El Salvador                                                                        | Qual. Mondiali 2022                                                                | -4                                                                                 | Cap.                                                                               |
| 16-6-2021                                                                          | San Salvador                                                                       | El Salvador                                                                        | 2 – 0                                                                              | Saint Kitts e Nevis                                                                | Qual. Mondiali 2022                                                                | -2                                                                                 |                                                                                    |
| 10-6-2022                                                                          | Willemstad                                                                         | Aruba                                                                              | 2 – 3                                                                              | Saint Kitts e Nevis                                                                | CONCACAF Nations League 2022-2023 - 1º turno                                       | -2                                                                                 | Cap.                                                                               |
| 13-6-2022                                                                          | Basseterre                                                                         | Saint Kitts e Nevis                                                                | 1 – 1                                                                              | Saint-Martin                                                                       | CONCACAF Nations League 2022-2023 - 1º turno                                       | -1                                                                                 | Cap.                                                                               |
| 23-3-2023                                                                          | The Valley                                                                         | Saint-Martin                                                                       | 1 – 3                                                                              | Saint Kitts e Nevis                                                                | CONCACAF Nations League 2022-2023 - 1º turno                                       | -1                                                                                 | Cap.                                                                               |
| 28-3-2023                                                                          | Basseterre                                                                         | Saint Kitts e Nevis                                                                | 1 – 0                                                                              | Aruba                                                                              | CONCACAF Nations League 2022-2023 - 1º turno                                       | -                                                                                  | Cap.                                                                               |
| 13-6-2023                                                                          | Palm Beach Gardens                                                                 | Haiti                                                                              | 3 – 1                                                                              | Saint Kitts e Nevis                                                                | Amichevole                                                                         | -3                                                                                 | Cap.                                                                               |
| 16-6-2023                                                                          | Fort Lauderdale                                                                    | Curaçao                                                                            | 1 – 1 (2 – 3 dtr)                                                                  | Saint Kitts e Nevis                                                                | Qual. Gold Cup 2023                                                                | -1                                                                                 | Cap.                                                                               |
| 21-6-2023                                                                          | Fort Lauderdale                                                                    | Saint Kitts e Nevis                                                                | 1 – 1 (5 - 3 dtr)                                                                  | Guyana francese                                                                    | Qual. Gold Cup 2023                                                                | -1                                                                                 | Cap.                                                                               |
| 24-6-2023                                                                          | Fort Lauderdale                                                                    | Trinidad e Tobago                                                                  | 3 – 0                                                                              | Saint Kitts e Nevis                                                                | Gold Cup 2023 - 1º turno                                                           | -3                                                                                 | Cap.                                                                               |
| 28-6-2023                                                                          | Saint Louis                                                                        | Saint Kitts e Nevis                                                                | 0 – 6                                                                              | Stati Uniti                                                                        | Gold Cup 2023 - 1º turno                                                           | -6                                                                                 | Cap.                                                                               |
| 2-7-2023                                                                           | Santa Clara                                                                        | Giamaica                                                                           | 5 – 0                                                                              | Saint Kitts e Nevis                                                                | Gold Cup 2023 - 1º turno                                                           | -3                                                                                 | Cap. 64’                                                                           |
| 8-9-2023                                                                           | Basseterre                                                                         | Saint Kitts e Nevis                                                                | 1 – 2                                                                              | Guadalupa                                                                          | CONCACAF Nations League 2023-2024 - 1º turno                                       | -1                                                                                 | Cap. 46’                                                                           |
| 11-9-2023                                                                          | Gros Islet                                                                         | Saint Lucia                                                                        | 2 – 0                                                                              | Saint Kitts e Nevis                                                                | CONCACAF Nations League 2023-2024 - 1º turno                                       | -                                                                                  | Cap.                                                                               |
| 12-10-2023                                                                         | The Valley                                                                         | Sint Maarten                                                                       | 2 – 3                                                                              | Saint Kitts e Nevis                                                                | CONCACAF Nations League 2023-2024 - 1º turno                                       | -2                                                                                 | Cap. 82’                                                                           |
| 15-10-2023                                                                         | Basseterre                                                                         | Saint Kitts e Nevis                                                                | 0 – 1                                                                              | Sint Maarten                                                                       | CONCACAF Nations League 2023-2024 - 1º turno                                       | -1                                                                                 | Cap.                                                                               |
| 16-11-2023                                                                         | Basseterre                                                                         | Saint Kitts e Nevis                                                                | 0 – 0                                                                              | Saint Lucia                                                                        | CONCACAF Nations League 2023-2024 - 1º turno                                       | -                                                                                  | Cap.                                                                               |
| 19-11-2023                                                                         | Sainte-Anne                                                                        | Guadalupa                                                                          | 5 – 0                                                                              | Saint Kitts e Nevis                                                                | CONCACAF Nations League 2023-2024 - 1º turno                                       | -5                                                                                 | Cap.                                                                               |
| 20-3-2024                                                                          | Serravalle                                                                         | San Marino                                                                         | 1 – 3                                                                              | Saint Kitts e Nevis                                                                | Amichevole                                                                         | -1                                                                                 | Cap.                                                                               |
| 24-3-2024                                                                          | Serravalle                                                                         | San Marino                                                                         | 0 – 0                                                                              | Saint Kitts e Nevis                                                                | Amichevole                                                                         | -                                                                                  | Cap.                                                                               |
| 6-6-2024                                                                           | San José                                                                           | Costa Rica                                                                         | 4 – 0                                                                              | Saint Kitts e Nevis                                                                | Qual. Mondiali 2026                                                                | -4                                                                                 | Cap.                                                                               |
| 11-6-2024                                                                          | Basseterre                                                                         | Saint Kitts e Nevis                                                                | 0 – 0                                                                              | Bahamas                                                                            | Qual. Mondiali 2026                                                                | -                                                                                  | Cap.                                                                               |
| 7-9-2024                                                                           | George Town                                                                        | Isole Cayman                                                                       | 1 – 4                                                                              | Saint Kitts e Nevis                                                                | CONCACAF Nations League 2024-2025 - 1º turno                                       | -1                                                                                 | Cap.                                                                               |
| 10-9-2024                                                                          | George Town                                                                        | Saint Kitts e Nevis                                                                | 2 – 0                                                                              | Isole Vergini Britanniche                                                          | CONCACAF Nations League 2024-2025 - 1º turno                                       | -                                                                                  | Cap.                                                                               |
| 9-10-2024                                                                          | Basseterre                                                                         | Isole Vergini Britanniche                                                          | 1 – 3                                                                              | Saint Kitts e Nevis                                                                | CONCACAF Nations League 2024-2025 - 1º turno                                       | -1                                                                                 | Cap.                                                                               |
| 15-10-2024                                                                         | Basseterre                                                                         | Saint Kitts e Nevis                                                                | 1 – 1                                                                              | Isole Cayman                                                                       | CONCACAF Nations League 2024-2025 - 1º turno                                       | -1                                                                                 | Cap. 66’                                                                           |
| 15-11-2024                                                                         | Basseterre                                                                         | Saint Kitts e Nevis                                                                | 2 – 1                                                                              | Cuba                                                                               | CONCACAF Nations League 2024-2025 - Play-in                                        | -1                                                                                 | Cap.                                                                               |
| 18-11-2024                                                                         | Santiago di Cuba                                                                   | Cuba                                                                               | 4 – 0                                                                              | Saint Kitts e Nevis                                                                | CONCACAF Nations League 2024-2025 - Play-in                                        | -4                                                                                 | Cap.                                                                               |
| Totale                                                                             |                                                                                    | Presenze                                                                           | 71                                                                                 |                                                                                    | Reti                                                                               | -91                                                                                |                                                                                    |